# Bréxent-Énocq
Bréxent-Énocq település Franciaországban, Pas-de-Calais megyében. Lakosainak száma 639 fő (2022. január 1.). Bréxent-Énocq Longvilliers, Maresville, Recques-sur-Course, Saint-Josse, Tubersent, Attin, Beutin és La Calotterie községekkel határos.

## Népesség
A település népességének változása:
| Lakosok száma | 685  | 687  | 701  | 681  | 668  | 655  | 642  | 639  | 639  |
|               | 2013 | 2015 | 2016 | 2017 | 2018 | 2019 | 2020 | 2021 | 2022 |